# Huppel
Huppel is een buurtschap in de gemeente Winterswijk, in de Achterhoek in de Nederlandse provincie Gelderland. Huppel had op 1 januari 2019 408 inwoners op een oppervlakte van 17 km². Huppel ligt ten noorden van de plaats Winterswijk, grenst in het westen aan Meddo en in het oosten aan Henxel. Ten noorden van Huppel bevindt zich de grens met Duitsland.
In het verleden leefden de bewoners vooral van de landbouw maar tegenwoordig hebben veel boerderijen hun agrarische functie verloren. De buurtschap krijgt zo ook een functie als landelijk woongebied.

## Voorzieningen
Huppel heeft een openbare basisschool, naast de voormalige havezathe het Waliën. Deze wordt bezocht door kinderen uit de buurtschap zelf en uit Henxel, Ratum en ook wel uit de noordelijke wijken van Winterswijk. De school wordt gebruikt door het bloeiende verenigingsleven. Men is verder aangewezen op voorzieningen in de omliggende plaatsen.